# ABC (soccorso)
L'ABC è una tecnica mnemonica che ricorda ai soccorritori, sia professionisti che laici, le fasi essenziali nella valutazione e nel trattamento del paziente.
La sigla deriva dalle iniziali dei termini inglesi Airways, Breathing, Circulation (Vie aeree, respiro, circolo), ed è utilizzata in particolare nel trattamento del paziente incosciente nelle fasi preliminari del Basic Life Support, anche se ricorda le priorità nella stabilizzazione del paziente in molti casi di problema medico.
La pervietà delle vie aeree, la presenza di respiro e di circolo sono infatti vitali per la sopravvivenza del paziente, e devono essere controllate (ed eventualmente ristabilite) in quest'ordine, pena l'inefficacia delle manovre successive. La formula per i soccorritori cosiddetti laici (senza specifica formazione o particolare strumentazione) si limita alla "classica" ABC che, data la sua diffusione, ha subito molte variazioni ed integrazioni fino ad arrivare alle formule ABCD e ABCDE, più usate in ambito sanitario da soccorritori, infermieri e medici.

## Trattamento preliminare

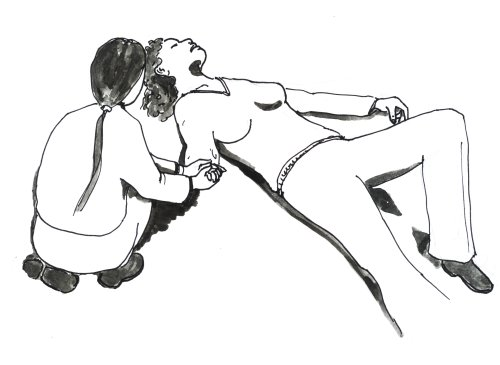
Avvicinarsi al paziente e verificarne lo stato di coscienza.

La prima cosa da fare dopo aver accertato se la vittima è in un luogo sicuro in caso di emergenza medica è controllare lo stato di coscienza del paziente: se è cosciente, infatti, è scongiurato il rischio di un arresto respiratorio e cardiaco.
Per verificare se la vittima è cosciente o meno, è sufficiente avvicinarsi dalla parte in cui è rivolto il suo sguardo, mai chiamare la persona perché se è presente un trauma al rachide cervicale il movimento repentino della testa potrebbe essere addirittura letale. Se la vittima risponde è opportuno presentarsi ed informarsi sul suo stato di salute; se invece reagisce ma non riesce a parlare, si può chiedere di stringere la mano al soccorritore.
In caso di assenza di reazioni è necessario praticare uno stimolo doloroso alla vittima, tipicamente un pizzicotto nell'arcata sopra cigliare. La vittima potrebbe reagire tentando di sottrarsi al dolore ma rimanendo in uno stato quasi addormentato, senza rispondere né aprire gli occhi: in questo caso la persona è incosciente ma sono presenti sia l'attività respiratoria che quella cardiaca.
In assenza di qualsiasi reazione il corpo del paziente deve essere posizionato supino (pancia in su) su un piano rigido, preferibilmente sul pavimento; la testa e gli arti devono essere allineati con il corpo. Per fare ciò, spesso è necessario spostare l'infortunato e fargli compiere vari movimenti muscolari che dovranno avvenire con cautela, e solo se di vitale necessità, in caso di trauma o sospetto trauma. Molta attenzione deve essere posta nel maneggiare il collo e la colonna vertebrale, esposti a gravissime complicazioni. Il torace deve essere scoperto ed eventuali cravatte devono essere rimosse poiché possono ostruire le vie respiratorie. Spesso gli indumenti vengono recisi con un paio di forbici (le cosiddette forbici di Robin) per non perdere tempo.

## A- Airways

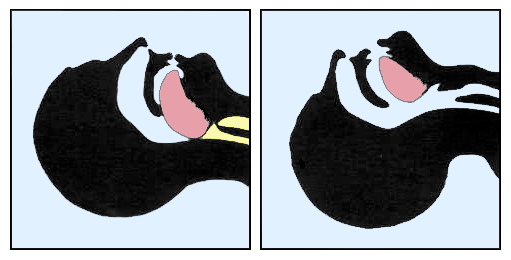
Se la lingua è caduta all'indietro e ostruisce le vie aeree, è necessario alzare il mento, in modo che la lingua torni in alto e liberi le vie aeree.

Se il paziente riesce a parlare normalmente significa che le sue vie aeree non sono ostruite.
Paziente non cosciente
Il maggior pericolo che corre una persona incosciente è proprio l'ostruzione delle vie aeree: la stessa lingua, a causa della perdita di tonicità della muscolatura, può cadere all'indietro e impedire la respirazione. La prima manovra da effettuare è una modica estensione del capo: va posta una mano sulla fronte e due dita sotto la protuberanza mentoniera, portando la testa all'indietro sollevando il mento. La manovra di estensione porta il collo oltre la sua normale estensione: l'azione, pur non dovendo essere compiuta con violenza, deve essere efficace. 

In caso di sospetto trauma cervicale, la manovra deve essere evitata (come ogni altro movimento del paziente); in questo caso, infatti, va eseguita solo se è assolutamente necessaria (in caso ad esempio di un paziente in arresto respiratorio), e deve essere solo parziale. I soccorritori e i sanitari del servizio di emergenza 118 utilizzano, per mantenere la pervietà delle vie aeree, presidi come le cannule oro-faringee, o manovre delicate come la sublussazione della mandibola o l'intubazione.

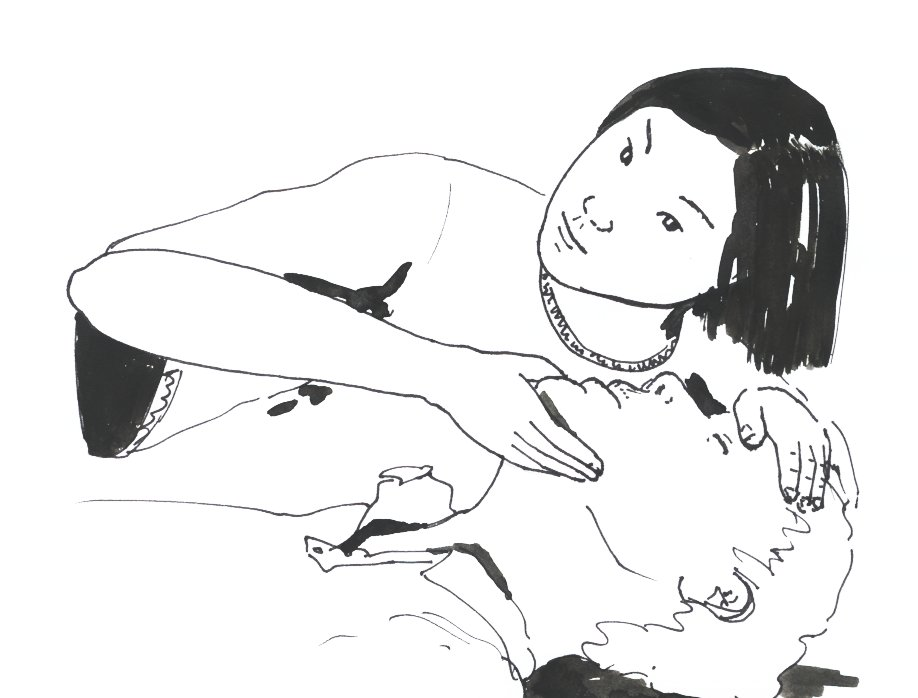
Modica estensione del capo.

Il cavo orale deve quindi essere ispezionato tramite la "manovra a borsellino" che si effettua ruotando assieme l'indice e il pollice. Se sono presenti oggetti che ostruiscono le vie respiratorie (come ad esempio protesi dentarie) vanno rimossi con le mani oppure con pinze facendo attenzione a non spingere il corpo estraneo ancora più in profondità. Se è presente acqua o altro liquido, come in caso di annegamento, emesi o sanguinamento, bisognerà inclinare lateralmente la testa dell'infortunato per permettere al liquido di fuoriuscire. In caso di sospetto trauma deve essere ruotato tutto il corpo con l'ausilio di più persone, in modo da mantenere la colonna in asse. Strumenti utili per asciugare i liquidi possono essere fazzoletti o salviettine, meglio ancora un aspiratore portatile.
Paziente cosciente
Se il paziente è cosciente, segnali di ostruzione delle vie aeree possono essere movimenti asimmetrici del torace, difficoltà respiratorie, lesioni alla gola, rumori respiratori e cianosi.

## B- Breathing

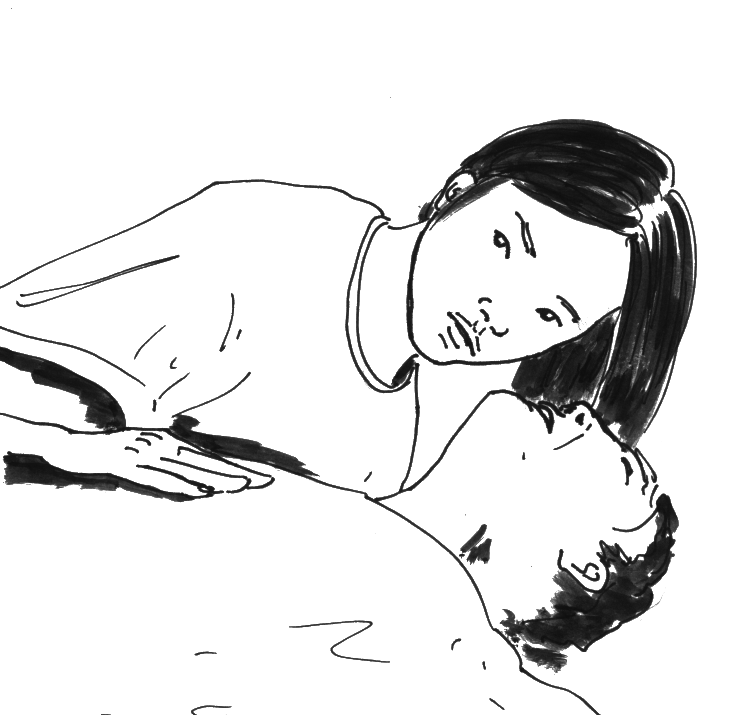
Colpo d'occhio sul torace.

Dopo la fase di Airways è necessario controllare se l'infortunato respira. Bisogna quindi dare un "colpo d'occhio" sul torace, ovvero controllare con uno sguardo di 2-3 secondi se il torace si espande.
È necessario fare attenzione a non confondere ansimi e gorgoglii emessi in caso di arresto cardiaco (respiro agonico) con la respirazione normale: per questo è consigliabile considerare il respiro assente se la vittima non respira normalmente.
In caso di assenza di segni respiratori sarà necessario praticare la respirazione artificiale bocca-bocca o con l'ausilio di dispositivi di protezione (pocket-mask, scudo facciale, ecc...) o, per i soccorritori, di un pallone autoespandibile (AMBU).
Se il paziente è cosciente, non servirà controllare  la presenza di respiro, ma bisognerà effettuare l'OPACS (Osservo, Palpo, Ascolto, Conto, Saturazione). Il soccorritore dovrà quindi valutare se il torace si espande correttamente, sentire se ci sono deformità palpando leggermente il torace, ascoltare se sono presenti rumori respiratori (rantoli, fischi...), contare la frequenza respiratoria e misurare la saturazione con un dispositivo chiamato saturimetro.

## C- Circulation

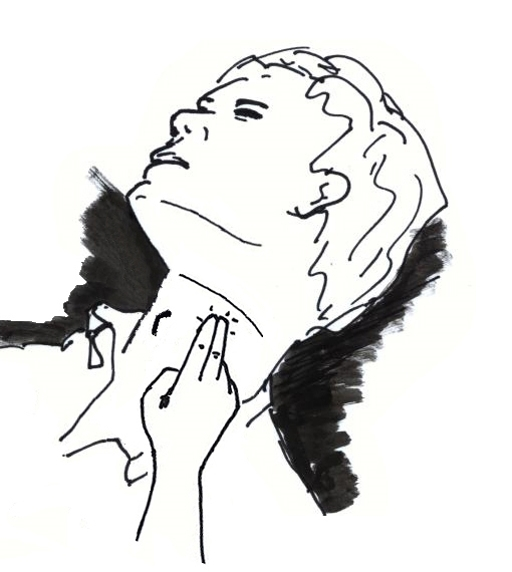
Ricerca del polso carotideo.

Se non è presente il respiro contattare immediatamente il numero di emergenza sanitaria (es.in Italia 118 o 112, dove è attivo il NUE) e comunicare che si è di fronte ad un paziente in arresto cardiaco. Poi cominciare la rianimazione cardiopolmonare il modo tempestivo.
In alcune formule, la C ha assunto il significato di Compressione, in riferimento alla vitale necessità di praticare immediatamente il massaggio cardiaco (parte della rianimazione cardiopolmonare) in caso di respiro assente.
In caso di paziente traumatizzato, prima di valutare la presenza e la qualità del circolo è necessario prestare attenzione ad eventuali importanti emorragie: un'abbondante perdita di sangue, infatti, è pericolosa per il paziente e renderebbe inutile ogni tentativo di rianimazione.
Se il paziente è cosciente, il polso da valutare sarà preferibilmente quello radiale, dato che la ricerca del carotideo potrebbe far preoccupare ulteriormente la vittima. In questo caso, la valutazione del polso non servirà ad accertarne la presenza (scontata, dato che il paziente è cosciente) ma soprattutto valutarne la frequenza, la regolarità e la qualità ("pieno" o "debole/flebile").

## D- Disability, Defibrillation
La lettera D indica la necessità di stabilire le condizioni neurologiche del paziente: i soccorritori usano la semplice ed immediata scala AVPU, mentre medici ed infermieri utilizzano la Glasgow Coma Scale (Scala di Glasgow, chiamata anche GCS). L'acronimo AVPU significa Alert, Verbal, Pain, Unresponsive. Con alert si intende un paziente cosciente e lucido; con verbal si intende un paziente semi-cosciente che reagisce agli stimoli vocali con bisbigli o a tratti; con pain si intende un paziente che reagisce solo agli stimoli dolorosi; con unresponsive si intende un paziente incosciente che non risponde a nessun tipo di stimolo. Procedendo dalla A (alert) verso la U (unresponsive) lo stato di gravità aumenta.

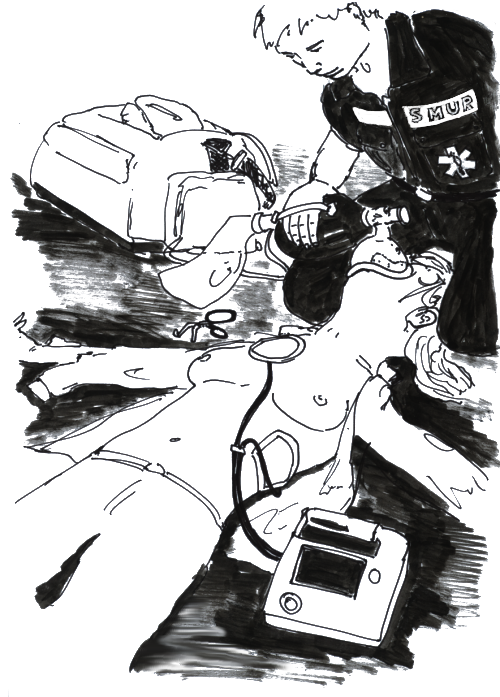
Un soccorritore rianima una paziente con pallone AMBU e DAE.

Secondo altre formule, la lettera D ricorda che in caso di arresto cardiaco si rende necessaria l'eventuale defibrillazione: i segni di fibrillazione (FV) o tachicardia ventricolare (TV) senza polso saranno infatti gli stessi di un arresto cardio-circolatorio.
Soccorritori esperti utilizzeranno un defibrillatore semiautomatico, mentre i professionisti sanitari addestrati ne utilizzeranno uno manuale. Nonostante fibrillazione e tachicardia ventricolare rappresentino l'80-90% di tutti i casi di arresto cardiaco e la FV sia la principale causa di morte (75-80%) va valutato correttamente in quali casi sia realmente necessaria la defibrillazione; i defibrillatori semiautomatici non consentono la scarica se il paziente non presenta FV o TV senza polso (per altre aritmie o asistolia), mentre la defibrillazione manuale, prerogativa esclusiva di professionisti sanitari addestrati, può essere forzata previa lettura dell'ECG.
La lettera D può anche ricordare:
- Definizione del ritmo cardiaco: se il paziente non è in fibrillazione o tachicardia ventricolare (e non viene quindi defibrillato) deve essere identificato il ritmo che ha causato l'arresto cardiaco attraverso la lettura dell'ECG (eventuale asistolia o attività elettrica senza polso).
- Drugs (medicinali): trattamento farmacologico del paziente, tipicamente attraverso accesso venoso (procedura medico-infermieristica).

## E- Exposure
Una volta stabilizzate le funzioni vitali si procede con un'analisi più approfondita della situazione, chiedendo al paziente (o ai parenti, nel caso non sia attendibile o in grado di rispondere) se soffra di allergie o altre patologie, se sia sotto terapie medicinali e se abbia mai avuto eventi simili: i soccorritori a volte utilizzano, per ricordare mnemonicamente le domande da porre, l'acronimo A.M.P.I.A.
Environment (ambiente): solo in questo momento il soccorritore può preoccuparsi di fenomeni ambientali di minore importanza, come freddo o precipitazioni.
Soprattutto in caso di eventi traumatici, è necessario quindi verificare se il paziente abbia riportato lesioni più o meno gravi, anche in distretti del corpo non immediatamente visibili. Il paziente deve essere spogliato (tagliando i vestiti se necessario) e deve essere eseguita una valutazione dalla testa ai piedi, controllando eventuali fratture, ferite o emorragie minori o nascoste. A seguito del controllo testa-piedi il paziente viene ricoperto con una coperta isotermica per evitare una possibile ipotermia.

## F
La lettera F in coda alle precedenti (ABCDEF) può significare:
- Feto (nei paesi anglofoni fundus): se la paziente è di sesso femminile, bisogna accertarsi se sia o meno incinta, ed eventualmente a che mese della gravidanza.
- Famiglia (in Francia): i soccorritori devono ricordarsi di assistere, per quanto possibile, anche i familiari: essi infatti possono dare indicazioni sanitarie importanti per le cure successive, come ad esempio segnalazione di allergie o terapie in corso.
- Fluids (liquidi): controllare se vi è perdita di liquidi (sangue, liquido cerebro-spinale...).
- Final steps (fasi finali): contattare la struttura che deve accogliere il paziente critico.

## G
La lettera G in coda alle precedenti (ABCDEFG) può significare:
- Glicemia: ricorda a medici ed infermieri di controllare il tasso glicemico nel sangue.
- Go quickly! (Via veloce!): a questo punto il paziente deve essere trasportato il più velocemente possibile in una struttura di cura (pronto soccorso o DEA).

## Altre varianti
- H e I in coda alle precedenti (ABCDEFGHI) possono significare
  - Hypotermia: prevenire l'assideramento del paziente utilizzando una coperta isotermica.
  - Intensive care post resuscitation: assicurare la terapia intensiva dopo la rianimazione per assistere il paziente critico.
- AcBC...: una piccola c subito dopo la fase airways ricorda di prestare particolare attenzione alla colonna vertebrale.
- DR ABC... o SR ABC...: D, S ed R all'inizio ricordano
  - Danger (pericolo) o Sicurezza: il soccorritore non deve mai mettere in pericolo se stesso od altre persone, allertando eventualmente corpi di soccorso specializzati (Vigili del Fuoco, Soccorso Alpino).
  - Response (reazione): bisogna innanzitutto verificare lo stato di coscienza del paziente, chiamandolo ad alta voce.
- DRs ABC...: in caso di incoscienza shout for help, chiama aiuto.